# Shenzhou 5

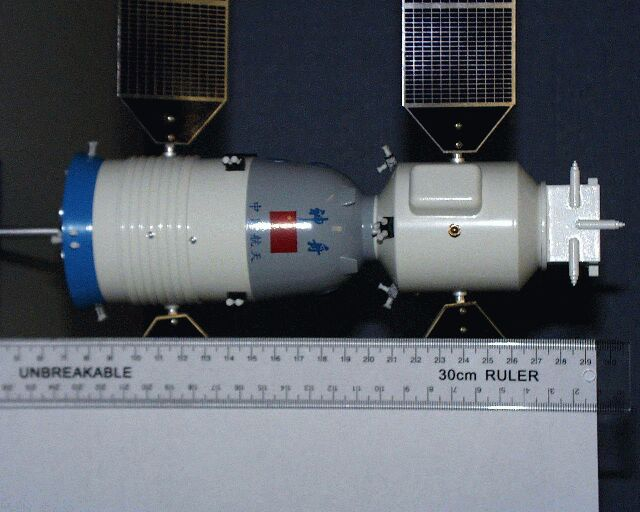
Model statku Shenzhou

Shenzhou 5 (chiń. 神舟五号) – pierwszy chiński załogowy lot kosmiczny. 
Lot rozpoczął się 15 października 2003 roku, kiedy to o godzinie 9:00 (UTC +8), z jednorocznym opóźnieniem do planu z 1992 roku i dokładnie 39 lat po tym, jak w Chinach eksplodowała pierwsza bomba atomowa, statek kosmiczny Shenzhou 5 z chińskim astronautą Yangiem Liwei (杨利伟) na pokładzie wystartował z kosmodromu Jiuquan. Ten 38-letni podpułkownik Chińskiej Armii Ludowo-Wyzwoleńczej został nazwany pierwszym taikonautą, w odróżnieniu od amerykańskiego astronauty czy rosyjskiego kosmonauty. Pojazd został wyniesiony w przestrzeń kosmiczną za pomocą rakiety Długi Marsz 2F.
Plan zakładał, że Yang Liwei pozostanie w kapsule powrotnej podczas trwania misji i nie wejdzie do modułu orbitalnego. By zagwarantować powodzenie głównego celu – posłania człowieka w kosmos i bezpiecznego sprowadzenia go na Ziemię – oficjalnie nie przeprowadzono żadnych naukowych eksperymentów. Zabrano tylko kilka ziaren z Tajwanu, flagi i inne pamiątkowe materiały. Dwa aparaty fotograficzne zamontowano na górze i z boku modułu orbitalnego. Moduł ten pozostał w kosmosie i przez 6 miesięcy (do 15 kwietnia 2004) prowadził badania naukowe i technologiczne eksperymenty. 30 maja 2004 spłonął w atmosferze. 
Shenzhou 5 w ciągu 21 godzin i 23 min. okrążył Ziemię 14 razy, po czym wylądował o 6:23 (UTC +8), 16 października 2003 roku, na stepie Amugulang w Siziwang Qi (四子王旗) w Mongolii Wewnętrznej. Od tej chwili Chiny dołączyły do dwóch dotychczasowych mocarstw kosmicznych (USA oraz ZSRR/Rosja), zdolnych samodzielnie wynieść człowieka w kosmos.